# Carl Johan Gerss
Carl Johan Gerss, född 25 oktober 1779 i Vasa, död 7 oktober 1843 i London, var en finländsk handelsman.
Carl Johan Gerss vistades 1814-1818 eller 1819 i Bodø i Norge, där han var ortens första exportör och importör. Han blev där involverad i en smugglingsaffär med sina brittiska handelspartners, vilket ledde till diplomatiska förvecklingar mellan Svensk-norska unionen och Storbritannien 1818-21, den så kallade Bodøsaken.
Carl Johan Gerss kom första gången till Bodø oktober 1814 i avsikt att driva utlandshandel och han möttes av välvilja av de lokala myndigheterna, som hoppades att Gerss etablering skulle leda till att Bodø blev en knutpunkt för handel mellan Storbritannien och Ryssland. Han fick genom landshövdingens försorg hyra affärslokaler av norska staten på Nyholmen. Han blev en betydande skattebetalare för den så kallade sølvskatten från 1816.
Gerss arbetade för handelsföretaget Everth & Son i London. Etableringen motarbetades dock av affärsmän både i Bergen och Trondheim och lokalt i Bodø. Vid en stortingsdiskussion 1815 om tillstånd för Bodø att bli köpstad 1815 nämndes Gerss som exempel på de svårigheter som utländska köpmän orsakade för Bergens traditionella handel med Nordnorge. 
Carl Johan Gerss affärspartners i Storbritannien skickade försommaren 1818 det nederländska Commerce d'Anvers och två andra fartyg till Norge för att smuggla in varor som sirap, tobak, rom och korn, och på tillbakavägen frakta varor inköpta i Norge. En norsk tulltjänsteman upptäckte redan det första fartyget, när det skulle lossa varor. Sommaren 1817 hade Gerss också blivit uppsagd från sina lokaler från juli 1818. Efter ordentligt bråk med kronofogden fick han utrymma lokalerna i september 1818. Vid förrättningen hade Gerrs uppbackning av en av den brittiska affärsmannen, John Everth, och av matroser på smuggelfartygen. 
Gerss lämnade Bodø hösten 1818 eller vintern 1819, och levde därefter i London till sin död 1843.